# گورستان پای چل
قبرستان پای چل مربوط به هزاره دوم قبل از میلاد است و در شهرستان دنا، روستای کرمی، بخش سی سخت واقع شده و این اثر در تاریخ ۱۹ دی ۱۳۵۶ با شمارهٔ ثبت ۱۵۷۶ به‌عنوان یکی از آثار ملی ایران به ثبت رسیده است.